# 事行
事行（じこう、独: Tathandlung）とはフィヒテが純粋自己意識の成立と構造を説明するために作った用語である。

## 概要

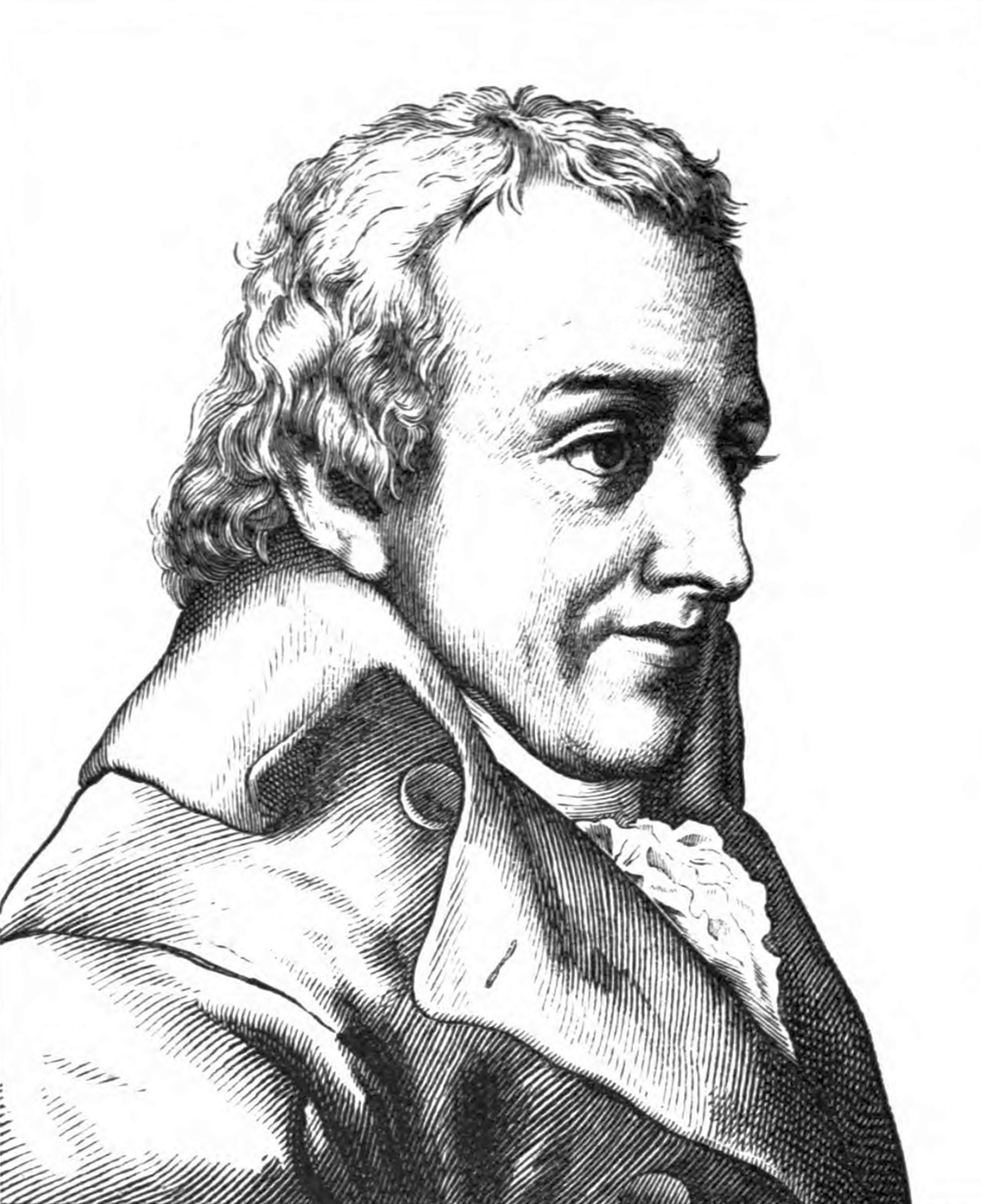
フィヒテの肖像画

フィヒテは彼の知識学においてカント哲学の影響を受けながら、理論理性と実践理性の両方を統合する絶対的理性の構造を論理的につかもうとした。事行はフィヒテの思想の第一原則である。事項は我々の経験的な様々な決まりごとのもとに現れるものでは無く、また現れる可能性のあるものでもない。事行はすべての意識の根底にあって事行だけが意識を可能とするものである。それゆえ事行は自我の根源的活動であると言える。
自我の存在は自己自身を定立（自己を肯定的にとらえるという）するという働きであり、事行は純粋自己意識の成立と構造を説明するために作られた用語であり意識の事実である表象などの意識内容と対をなし、どのような客体をも前提とせず客体それ自体を生み出すような、言い換えると「行為」（独: Handeln）がそのまま「所業」（独: Tat）となるような純粋活動をさす。
フィヒテは経験的意識の根底は自我にあるとしている。対してカントは自我そのものを主題してはいないがフィヒテの言う自我はカントにおける先験的自我に該当する。フィヒテとカント両者の思想は極めて類似している。フィヒテは自らの思想体系である知識学（独: Wissenschaftslehre）をカント学説であると公言していた。しかしながら字句（独: Buchstabe）についてはカントとは大きく異なっていた。フィヒテは字句に固執することで思想体系が形骸化し、その思想体系の中心となる精神（独: Geist）が損なわれると考えた。他方カントは字句に即して解釈されることを重視しし、精神にのみ従った結果として自らの理論の構想だけを利用し独自研究が行われることに懸念を表していた。
フィヒテは自我を行為としてとらえており、自我はどこかに投げ出されているようなものではない。自我は自己自身について考えるのに先立ち、自己自身を思考する際の主観としてでも客観としてでも、あらかじめ存在するものではない。自己自身を思考する行為によって思考そのものが対象化されるときに、行為そのものに働きかける行為として、自己内還帰的な働きにおいて自我は自らに対して存在する。この状態を自己定立と呼び自己定立的な存在のあり方が事行の意味するところである。